# Шайтанов, Александр Михайлович
Александр Михайлович Шайтанов (1811—1879) — российский педагог, протоиерей Русской православной церкви; законоучитель и надзиратель Верховажского приходского училища.

## Биография
Александр Шайтанов родился в 1811 году в семье священника Вельского уезда, Вологодской губернии. Получил образование в Вологодской духовной семинарии, курс которой окончил в 1834 году с аттестатом первого разряда и в том же 1834 году был рукоположён во священника в Верховажский Успенский собор (Верховажский посад в Вельском уезде), где и служил до самой смерти.
В 1835 году Александр Михайлович Шайтанов был произведён протоиереи РПЦ.
С 1835 по 1854 год А. М. Шайтанов был законоучителем, а в 1849—1860 г. надзирателем Верховажского приходского православного училища.
В 1853 году Шайтанов был избран в члены-сотрудники Императорского Русского географического общества и несколько раз, через вице-президентов «РГО», получал благодарности за доставление в Общество этнографических, статистических, метеорологических и прочих сведений.
В Отделении русского языка и словесности Императорской Академии Наук хранится рукопись протоиерея Шайтанова под заглавием «Реестр словам и пословицам, схваченным около Верховажья, Вологодской губернии, с объяснением их значений», которая была написана в 1849 году.
Александр Михайлович Шайтанов скончался 4 (16) мая 1879 года в селе Верховажье Вельского уезда.
- П. Д—ий. Шайтанов, Александр Михайлович // Русский биографический словарь : в 25 томах. — СПб.—М., 1896—1918.
  - «Вологодские епархиальные ведомости», 1879 г., № 11.